# 아쓰타 신궁 공원
아쓰타 신궁 공원(熱田神宮公園)은 일본 아이치현 나고야시 아쓰타구 하타야에 있는 아이치현이 운영하는 도시공원이다. 공원 면적의 약 3분의 1을 차지하는 단푸산 고분을 포함하여 이전에는 아쓰타 신궁이 관리했던 땅이었기 때문에 아쓰타 신궁의 이름을 따왔지만, 신궁에서 조금 떨어진 국도 제19호선을 따라 위치하고 있다. 원내에는 테니스장, 구기장, 야구장, 게이트볼장 등 운동 시설이 있으며, 호리 강을 사이에 두고 맞은 편에 있는 시로토리 공원은 인도교로 연결되어 있다.